# Тавусие
Тавусие (перс. طاووسیه‎) — село на севере Ирана, в остане Альборз. Входит в состав шахрестана Саводжболаг. Является частью дехестана (сельского округа) Рамджин бахша Чехарбаг.

## География
Село находится в южной части Альборза, к югу от хребта Эльбурс, на расстоянии приблизительно 6 километров к западу от Кереджа, административного центра провинции. Абсолютная высота — 1324 метра над уровнем моря.

## Население
По данным переписи 2006 года население села составляло 594 человека (327 мужчин и 267 женщин). В Тавусие насчитывалось 171 семья. Уровень грамотности населения составлял 58,92 %. Уровень грамотности среди мужчин составлял 62,08 %, среди женщин —55,06 %.